# Бутояровка (Козельщинский район)
Бутояровка (укр. Бутоярівка) — село,
Пашковский сельский совет,
Козельщинский район,
Полтавская область,
Украина.
Код КОАТУУ — 5322084005. Население по переписи 2001 года составляло 55 человек.

## Географическое положение
Село Бутояровка находится на расстоянии в 1,5 км от сёл Верхняя Жужмановка и Ольговка.

## История
Село указано на специальной карте Западной части России Шуберта 1826-1840 годов 
Встречается название Винниковка (Бутояровщина)